# Arnaud-Guilhem
Arnaud-Guilhem – miejscowość i gmina we Francji, w regionie Oksytania, w departamencie Górna Garonna.
Według danych na rok 1990 gminę zamieszkiwało 191 osób, a gęstość zaludnienia wynosiła 25 osób/km² (wśród 3020 gmin regionu Midi-Pireneje Arnaud-Guilhem plasuje się na 872. miejscu pod względem liczby ludności, natomiast pod względem powierzchni na miejscu 1276.).